# Comté de Northumberland (Pennsylvanie)
Pour les articles homonymes, voir Northumberland.
Le comté de Northumberland est un comté américain de l'État de Pennsylvanie. Au recensement de 2020, le comté comptait 91 647 habitants. Il a été créé le 21 mars 1772, à partir des comtés de Lancaster, de Berks, de Bedford, de Cumberland et de Northampton. Le comté tire son nom du comté de Northumberland dans le Nord de l'Angleterre. Le siège du comté se situe à Sunbury.

## Démographie
| Groupe            | Comté de Northumberland | Pennsylvanie | États-Unis |
| ----------------- | ----------------------- | ------------ | ---------- |
| Blancs            | 89                      | 73,5         | 58         |
| Latino-Américains | 4,5                     | 8,1          | 19         |
| Afro-Américains   | 2,6                     | 10,5         | 12,1       |
| Asiatiques        | 0,5                     | 3,4          | 6,2        |
| Métis             | 2,8                     | 3,3          | 4,1        |
| Autres            | 0,2                     | 0,4          | 0,5        |
| Amérindiens       | 0,1                     | 0,1          | 0,9        |
| Océano-américains | 0,03                    | 0,02         | 0,2        |
| Total             | 100                     | 100          | 100        |